# Dascalia scabrida
Dascalia scabrida är en insektsart som beskrevs av Melichar 1902. Dascalia scabrida ingår i släktet Dascalia och familjen Flatidae. Inga underarter finns listade i Catalogue of Life.